# Río Zeya
El río Zeya (en ruso: Зе́я; en manchú: Jingkiri bira) es un largo río asiático, un afluente por la izquierda del río Amur. Discurre por el óblast de Amur, en la siberiana oriental de Rusia. Tiene una longitud de 1242 km y drena una cuenca de 233 000 km².

## Geografía

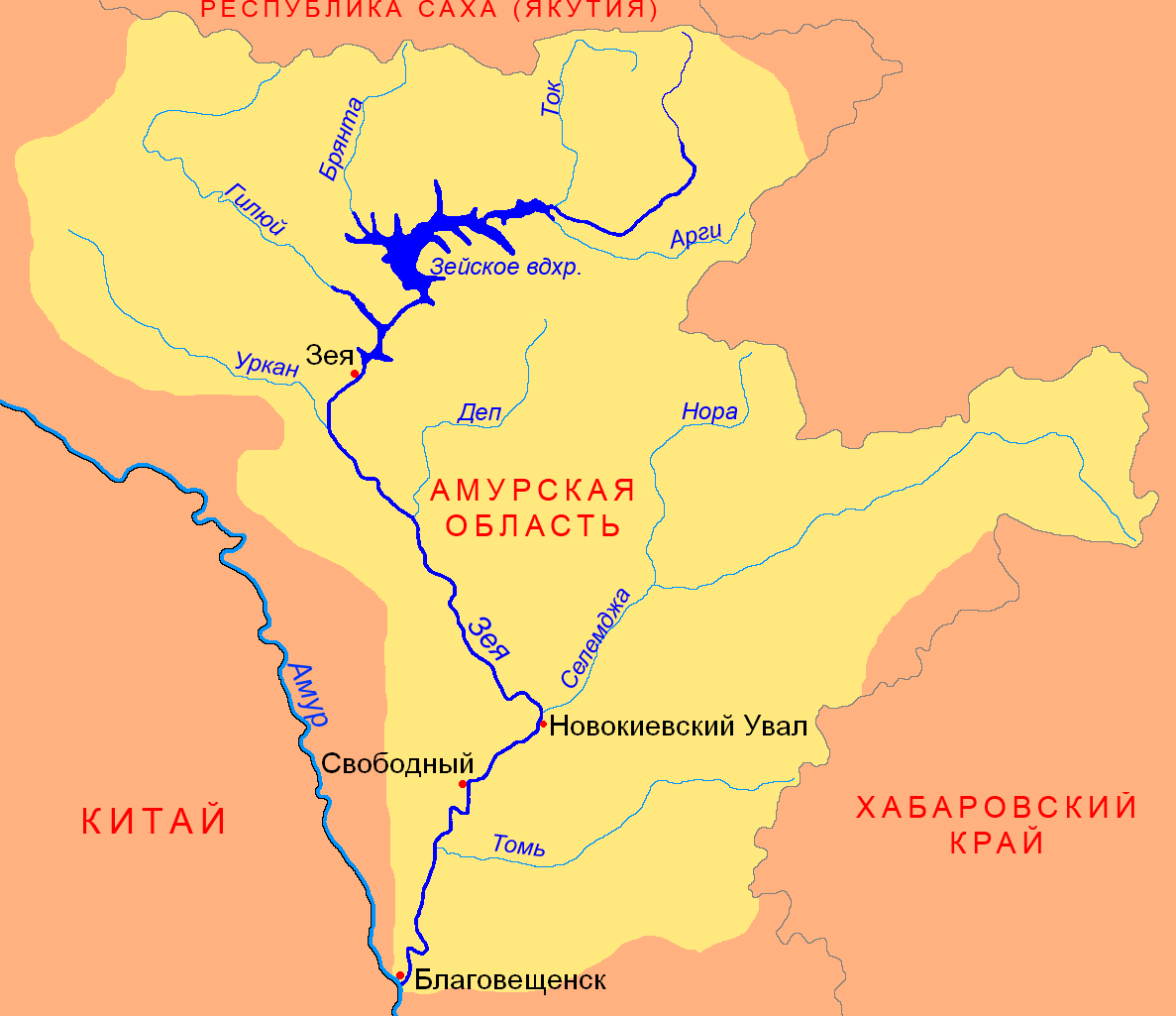
Mapa en ruso del río Zeya en el que aparecen las siguiente ciudades: Zeya (Зе́я), Novokíevski Uval (Новокиевский Увал), Svobodny (Свобо́дный) y Blagovéshchensk (Благовещенск)

El río Zeya nace de la vertiente meridional de los montes Stanovói, en el extremo nororiental del óblast de Amur. Discurre primero por el piedemonte, con dirección meridional, entrando después en una zona más llana formando la cuenca artificial de la presa Zeya, un gran embalse finalizado en 1972, cerca de la ciudad de Zeya. Tras recibir por la derecha al río Gilyuy, prosigue su curso con dirección suroccidental, bordeando por el este la pequeña cadena de los montes Tukuringra y volviéndose luego hacia el sudeste cuando recibe al río Urkan. En la confluencia por la izquierda con el río Selemdzha, el último de sus afluentes de importancia, el Zeya toma nuevamente dirección suroccidental, a lo largo del margen occidental de las tierras bajas del Zeya y del Bureya, bañando la ciudad de Svobodny, desembocando por último en el Amur no lejos de la importante ciudad de Blagovéshchensk, capital del óblast de Amur (219 221 habs. en el censo de 2002).
El río, a causa de las duras condiciones climáticas, se hiela en promedio a principios de noviembre hasta principios de mayo; en este período se rozan los valores mínimos de caudal de agua, mientras el lleno es prevalentemente estival, En respuesta a la distribución anual.
El Zeya es navegable normalmente en un largo tramo de varios cientos de kilómetros, desde su desembocadura hasta Zeya. Además de puertos fluviales en Zeya y Blagovéshchensk, también es importante el de Svobodny (63.889 hab.).

### Afluentes
Los principales afluentes del Zeya, son, en dirección aguas abajo, los siguientes:
- río Mul'muga (Мульмуга), por la derecha;
- río Tok (Ток), por la derecha, con una longitud de 306 km y una cuenca de 5.930 km²;
- río Argi (Арги), por la izquierda, con una longitud de 350 km y una cuenca de 7.090 km²;
- río Brjanta' (Брянта), por la derecha, con una longitud de 317 km y una cuenca de 14.100 km²;
- río Gilyuy (Гилюй), de 545 km, un caudal de 209 m³/s y una cuenca de 22.500 km²;
- río Kupuri (Купури), por la izquierda;
- río Urkan (Уркан), por la derecha, con una longitud de 304 km y una cuenca de 16.200 km² (hay otro río Urkan en la cuenca del Zeya, aunque de la ribera opuesta, con 234 km de longitud);
- río Dep (Деп), por la izquierda, con una longitud de 348 km y una cuenca de 10.400 km²;
- río Selemdzha (Селемджа), por la izquierda, de 647 km, un caudal de 715 m³/s y una cuenca de 68.600 km²;
- río Tom' (Томь), por la izquierda, de 433 km, un caudal de 103 m³/s y una cuenca de 16.000 km².